# Tomás Luis de Victoria
Tomás Luis de Victoria ( Ávila, h. 1548 - Madrid, 27. avgusta 1611 ) je bil katoliški duhovnik, mojster kapele in slavni večglasni skladatelj španske renesanse . Veljal je za enega najpomembnejših in najnaprednejših skladateljev svojega časa z inovativnim slogom, ki je napovedoval bližajoči se barok . Njegov vpliv sega vse do 20. stoletja, ko so ga za vzor vzeli skladatelji cecilizma.